# Profilina

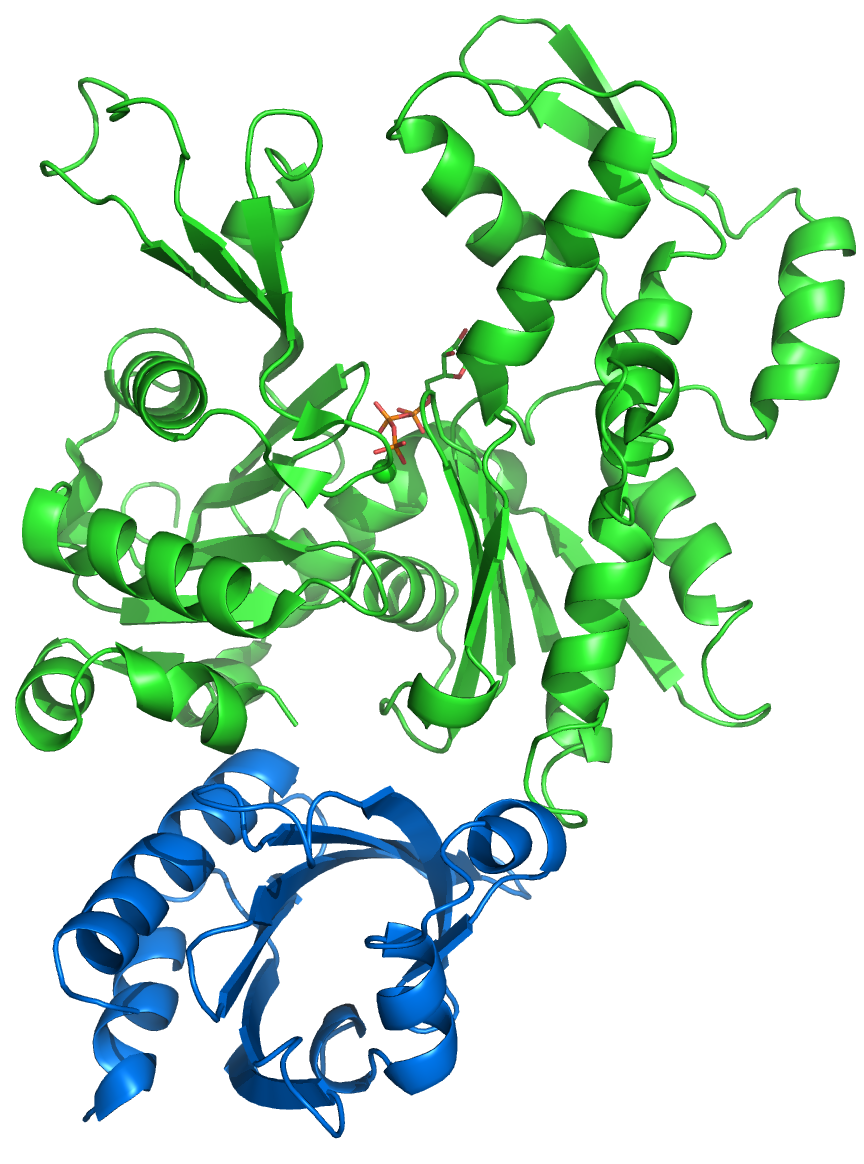
Profilina (azul) en unión con la actina (verde). (PDB, código: 1BTF).

Profilina es una proteína de unión a actina involucrada en el equilibrio dinámico de ensamblaje del citoesqueleto de la actina. Se encuentra presente en todos los organismos eucariotas, independientemente del tipo celular. Controla espacial y temporalmente el crecimiento de microfilamentos, estructuras que intervienen en la determinación de la forma celular, organogénesis, movimiento celular y otros. Posee capacidad de unión a péptidos con repeticiones del aminoácido prolina; de hecho, si bien está en interacción en su mayor parte con la actina, las profilinas pueden interaccionar con más de 50 proteínas distintas. Además de sus funciones de regulación del citoesqueleto, la profilina parece intervenir en el núcleo celular como componente del espliceosoma de ARN mensajero.
En cuanto a su regulación, la profilina reconoce a los fosfoinosítidos fosfatidilinositol-4.5-difosfato e inositol trifosfato. Esta interacción secuestra a la profilina en una forma inactiva; para recuperar su funcionalidad, se requiere la hidrólisis medidada por fosfolipasa C.
La profilina es el mayor alérgeno de pólenes de gramíneas, abedul, etc.
Su peso molecular oscila entre 14 y 16 kDa. Presentes también en levaduras, insectos, gusanos y plantas, en mamíferos están presentes al menos cuatro isoformas: la profilina I es propia de todos los tejidos y la profilina II de riñón y encéfalo.